# 旺东库尔
旺东库尔（法語：Vandoncourt，法語發音：[vɑ̃dɔ̃kuʁ]）是法国杜省的一个市镇，位于该省东北部，属于蒙贝利亚尔区。

## 地理
旺东库尔（47°28'1"N, 6°54'5"E）面积8.57 平方千米，位于法国勃艮第-弗朗什-孔泰大區杜省，该省份为法国东部内陆省份，北起上索恩省，西接汝拉省，东部及东南部与瑞士接壤，东北部与贝尔福地区省接壤。
与旺东库尔接壤的市镇（或旧市镇、城区）包括：达勒、阿贝维莱尔、埃里蒙库尔、瑟隆库尔、克鲁瓦、蒙布通。

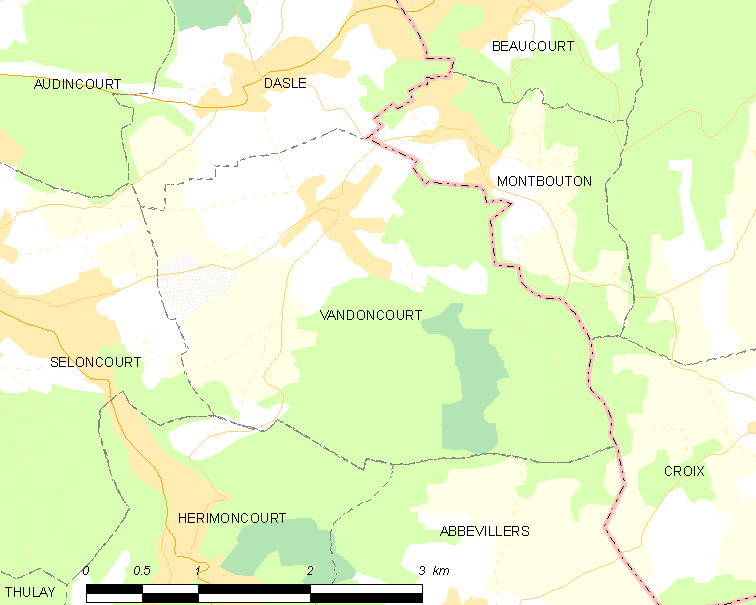
旺东库尔的OSM定位图

旺东库尔的时区为UTC+01:00、UTC+02:00（夏令时）。

## 行政
旺东库尔的邮政编码为25230，INSEE市镇编码为25586。

## 政治
旺东库尔所属的省级选区为欧丹库尔县。

## 人口

1962-2008年间旺东库尔人口变化图示

旺东库尔于2022年1月1日时的人口数量为808人。